# Бальдер Хоробрий
Бальдер Хоробрий (англ. Balder the Brave) — вигаданий персонаж з коміксів американського видавництва Marvel Comics. Бальдер заснований на божестві, на ім'я Бальдр, з германо-скандинавської міфології.

## Історія публікації
Бальдер вигаданий сценаристом-редактором Стеном Лі та художником Джеком Кірбі. Персонаж вперше з'явився в коміксі Journey into Mystery #85 (жовтень 1962).

## Видання
| Назва                          | Випуски                                                    | Дата публікації | ISBN           |
| ------------------------------ | ---------------------------------------------------------- | --------------- | -------------- |
| Thor: Balder The Brave         | Balder the Brave #1-4 та Thor #360-362                     | Вересень 2009   | 978-0785138853 |
| Thor by Walt Simonson Omnibus  | Balder the Brave #1-4 та Thor #337-355, #357-369, #371-382 | Жовтень 2017    | 978-0785146339 |
| Thor by Walter Simonson Vol. 3 | Balder the Brave #1-4 та Thor #357-363                     | Травень 2018    | 978-1302909017 |

## Поза коміксами

### Телебачення
- Бальдер з'являється в сегменті «Могутній Тор» у мультсеріалі «Супергерої Marvel», озвучений Крісом Віґґінсом.
- Бальдер з'явився в мультсеріалі «Людина-павук та його дивовижні друзі» в епізоді «Помста Локі!».
- Бальдер з'явився в мультсеріалі «Месники: Могутні герої Землі», озвучений Ноланом Нортом[2].
- Бальдер з'явився в мультсеріалі «Супергеройське шоу» в епізоді «Воістину, як відрікся Могутній», де персонажа озвучував Тревіс Віллінгем.
- Бальдер з'явився в мультсеріалі «M.O.D.O.K.» в епізоді «Оповідання з Великої війни Бар-Міцва!».

### Кіно
- Бальдер з'явився в «Галк проти Тора», озвучений Майклом Адамтвейтом[3].

### Відеоігри
- Бальдер Хоробрий був у відеогри «Marvel: Ultimate Alliance», озвучений Дейвом Віттенберґом.

### Іграшки
- Бальдер — 153-тя фігурка в «The Classic Marvel Figurine Collection».